# Hermann Nekes
Hermann Nekes SAC (* 25. Dezember 1875 in Essen; † 28. Oktober 1948 in Kew) war ein deutscher Linguist.

## Leben
Er trat er im Alter von 19 Jahren den Pallottinern bei. Nach der Priesterweihe 1899 wurde er im Februar 1916 Professor für Ethnologie, Linguistik und Religionswissenschaft an der theologischen Hochschule Limburg an der Lahn.

## Schriften (Auswahl)
- Vier Jahre im Kameruner Hinterland. Erinnerungen von Hermann Nekes. Limburg an der Lahn 1912. nbn-resolving.org
- Die Sprache der Jaunde in Kamerun. Berlin 1913.
- Helden Kameruns. Mönchen-Gladbach 1918.
- mit Ernest A. Worms: Australian languages. Berlin 2006, ISBN 3-11-017597-5.